# گیل ورموت
گیل ورموت (به انگلیسی: Gil Vermouth) هافبک اهل اسرائیل است که از سال ۲۰۰۹ تا ۲۰۱۲ میلادی عضو تیم ملی فوتبال اسرائیل بوده و در ۲۱ بازی ملی حضور داشته است.